# Robert Seiler (Dirigent)
Robert Seiler (* 1. Mai 1908 in Nürnberg; † 7. Dezember 2000 ebenda) war ein deutscher Dirigent, Musikwissenschaftler und Musikpädagoge.

## Leben und Werk
Robert Seiler studierte Musik am Nürnberger Konservatorium und an der Musikhochschule Berlin. Zusätzlich studierte er Musikwissenschaft an der Universität Erlangen. Er promovierte dort 1948 mit einer Arbeit über Händels Ariengestaltung im Messias.
Ab 1930 betätigte sich Robert Seiler zunächst als Chor- und Orchesterleiter und anschließend als Organist in Nürnberg. Er dirigierte dort den Volkschor Hans Sachs bis zu dessen Auflösung im April 1933 durch die Nationalsozialisten. Er wurde 1945 Dirigent und Abteilungsleiter für Musik bei Radio München. Am 1. Mai 1946 gründete er dort den Rundfunkchor. „Im Anschluss an seine Stellung beim BR-Chor wurde er 1950 Direktor des späteren Meistersinger-Konservatoriums der Stadt Nürnberg und Mitbegründer des Verbands Nürnberger Tonkünstler und Musiklehrer.“